# Todd Graham
Todd Graham (* 8. Februar 1991 in Melbourne) ist ein australischer Eishockeyspieler, der seit 2005 im Sommer bei Melbourne Ice in der Australian Ice Hockey League unter Vertrag steht. Im Winterhalbjahr spielt er seit Anfang 2017 für den Boro/Vetlanda HC in der schwedischen Division 2, der vierten Liga des Landes, spielt.

## Karriere
Todd Graham, der als Kind sechs Jahre in den Vereinigten Staaten lebte, begann seine Karriere als Eishockeyspieler in seiner Heimatstadt bei den Melbourne Ice, für die er bis heute in der Sommersaison (australischer Winter) spielt. Seit 2005 wird er von seinem Klub in der Australian Ice Hockey League eingesetzt. 2010, 2011, 2012 und 2017 gewann er mit seinem Club den Goodall Cup, die australische Landesmeisterschaft. 2012 wurde er beim 4:3-Endspielsieg gegen die Newcastle North Stars als wertvollster Spieler des Finales ausgezeichnet. Seit 2006 spielte Graham ein Jahrzehnt im Winterhalbjahr meistens in den Vereinigten Staaten. Zunächst in Nachwuchsligen unterwegs, spielte er von 2012 bis 2016 für die Mannschaft des Buffalo State College, an dem er studierte, in der dritten Division der National Collegiate Athletic Association. Seit 2016 ist er im Winter in Schweden aktiv. Zunächst spielte er für den Tranås AIF Hockey in der schwedischen Division 1, der dritthöchsten Liga des Landes. Im Dezember 2016 wechselte er in die Division 2, wo er zunächst kurzzeitig für den Motala AIF auf dem Eis stand und seit Anfang 2017 beim Boro/Vetlanda HC aktiv ist.

### International
Für Australien nahm Graham im Juniorenbereich an der U18-Junioren-Weltmeisterschaft der Division II 2007 und 2008 teil.
Im Herrenbereich stand er im Aufgebot seines Landes bei den Weltmeisterschaften der Division II 2011, als beim Heimturnier in Melbourne der Aufstieg in die Division I gelang, 2013 und 2014 sowie der Division I 2012.

## Erfolge und Auszeichnungen
- 2010 Goodall-Cup-Gewinn mit Melbourne Ice
- 2011 Goodall-Cup-Gewinn mit Melbourne Ice
- 2011 Aufstieg in die Division I bei der Weltmeisterschaft der Division II, Gruppe A
- 2012 Goodall-Cup-Gewinn mit Melbourne Ice und MVP des Finalspiels
- 2017 Goodall-Cup-Gewinn mit Melbourne Ice